# Copa Mundial de Baloncesto 3x3 de 2019
La Copa Mundial FIBA de Baloncesto 3x3 2019, celebrado en Ámsterdam, fue un evento de baloncesto 3x3 que contó con competición masculina y femenina de selecciones nacionales. El torneo se realizó entre el 18 y el 23 de junio de 201, en la ciudad de Ámsterdam, (Países Bajos).

## Equipos participantes

### Torneo masculino
| Grupo A - Serbia - Países Bajos - 🇺🇸 EEUU - Turquía - 🇰🇷Corea del Sur | Grupo B - Puerto Rico - Mongolia - Rusia - Ucrania - Estonia | Grupo C - Francia - Eslovenia - Qatar - Lituania - China | Grupo D - Polonia - Letonia - Australia - Japón - Brasil |

### Torneo femenino
| Grupo A - China - Países Bajos - Hungría - Letonia - Turkmenistán | Grupo B - Francia - Australia - Suiza - Japón - Andorra | Grupo C - Mongolia - Irán - República Checa - España - Rumania | Grupo D - Rusia - Italia - Nueva Zelanda - Ucrania - Indonesia |

## Medallero
| Evento           | Oro            | Plata   | Bronce  |
| ---------------- | -------------- | ------- | ------- |
| Torneo masculino | Estados Unidos | Letonia | Polonia |
| Torneo femenino  | China          | Hungría | Francia |